# Christmas Morning
Pour plus de détails, voir Fiche technique et Distribution.
Christmas Morning est un film de Noël muet américain en noir et blanc sorti en 1899.

## Fiche technique
- Titre : Christmas Morning
- Réalisation :
- Producteur : Siegmund Lubin
- Format : Noir et blanc — 35 mm — 1,33:1 — Son : Muet
- Genre :
- Dates de sortie :
  -  États-Unis : 1899